# FK Palilulac Beograd
Fudbalski klub Palilulac (srpski: Фудбалски клуб Палилулац) srbijanski je nogometni klub iz Krnjače, Beograd.

Trenutačno se natječe se u Međuopćinskoj ligi Beograd, šestom rangu nacionalnog ligaškog sustava.

## O klubu
Klub je osnovan kao BSK Zlatibor 15. lipnja 1924. godine. Kasnije je 1928. godine promenjen naziv u FK Palilulac. Po završetku Drugog svjetskog rata klub je reaktiviran 1948. godine, zadržavši svoje prethodno ime.
Klupske boje 1932. bile su zelena i bijela, a klupska adresa Majora Ilića 11.
Nakon raspada Jugoslavije, klub je osvojio Zonsku ligu Beograda u sezoni 1994./95., a potom i Srpsku ligu Beograd u prvoj sezoni 1995./96., čime je stigao do Druge lige SR Jugoslavije. Završili su drugi u svom debitantskom nastupu i za dlaku im je izmakla promocija u prvu ligu (I/B liga), izgubivši od subotičkog Spartaka u doigravanju. Nakon što je proveo još tri godine u drugoj ligi, klub je završio na dnu tablice u sezoni 1999./00. (Skupina Sjever) i pretrpio ispadanje natrag u Srpsku ligu Beograd. Ispali su u četvrtu ligu 2002.
Nakon četiri godine provedene u Beogradskoj zonskoj ligi, klub je osvojio četvrti rang natjecanja u sezoni 2005./06., čime je izborio promociju u Srpsku ligu Beograd. Sljedećih pet sezona proveli su u trećem rangu, prije nego što su ispali u Beogradsku zonsku ligu. Dana 15. kolovoza 2014., samo dan prije početka nove sezone, objavljeno je da se klub povukao iz lige.
U sezoni 2019./20., nakon pet godina pauze, klub je započeo natjecanje u Međuopćinskoj ligi Beograda, šestoj razini srpskog nogometa.

## Uspjesi
Srpska liga Beograd (3. rang)
- 1995./96.

Beogradska zona u nogometu (4. rang)
- 1994./95., 2005./06.

## Poznati igrači
- Aleksandar Jovanović
- Nikoslav Bjegović